# Науменко Петро Петрович
Петро́ Петро́вич Нау́менко (* 1 липня 1957, Шевченкове, Дніпропетровська область, Українська РСР, СРСР) — радянський та український залізничник, генеральний директор «Укрзалізниці» (2007).

## Життєпис
Народився у Шевченковому, що на Дніпропетровщині.
Трудову діяльність розпочав у 1978 році на посаді помічника складача поїздів, згодом обіймав посаду чергового по станції Кривий Ріг.
У 1987 році закінчив Дніпропетровський інститут інженерів залізничного транспорту за спеціальністю «Управління процесами перевезень на залізничному транспорту». Працював на посадах поїзного диспетчера, заступника начальника відділу руху, начальника станції Кривий Ріг-Сортувальний, начальника відділу перевезень Придніпровської залізниці.
З 1998 по 2003 рік обіймав керівні посади в Укрзалізниці.
З 20 вересня 2006 року — заступник генерального директора, а з 5 грудня 2007 — генеральний директор Укрзалізниці. Звільнений менше ніж за місяць після призначення — 24 грудня 2007 року.
20 лютого 2008 року поновлений на посаді розпорядженням Кабінету міністрів України, однак того ж дня знову звільнений з формулюванням «за одноразове грубе порушення трудових обов'язків».
З 2009 року керував компанією «Укртранслізинг».
4 квітня 2011 року призначений заступником генерального директора Державної адміністрації залізничного транспорту України. Обіймав посаду до 9 квітня 2014 року.